# Elisabeth Roloff
Elisabeth Roloff (* 18. Februar 1937 in Bielefeld; † 14. Dezember 2008 ebenda) war eine deutsche Organistin.

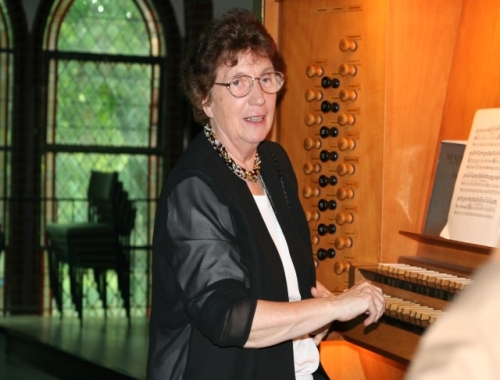
Organistin Elisabeth Roloff an der Kleuker-Orgel in der Evangelischen Kirche Bielefeld-Ummeln am 6. August 2006

Ihren ersten Orgelunterricht erhielt Elisabeth Roloff als Jugendliche im Alter von 13 Jahren an der Evangelischen Lutherkirche in Bielefeld-Sieker. Elisabeth Roloff studierte an den Hochschulen für Musik in Berlin und Köln. Nach dem Abschluss mit der Reifeprüfung im Fach Orgel an der Hochschule für Musik in Köln setzte sie ihre Orgelstudien am Londoner Royal College of Music bei Ralph Downes fort. Von 1974 bis 1982 war sie „Organiste Titulaire“ an der evangelischen Christuskirche in Paris und studierte in dieser Zeit französische Orgelmusik bei Marie-Claire Alain.
Seit 1982 war die Kirchenmusikerin Dozentin an der Rubin Academy of Music and Dance in Jerusalem. Außerdem wirkte sie als Titularorganistin an der Erlöserkirche in Jerusalem. Mit ihren Konzerten in den meisten Ländern Europas, den USA in Südamerika und Mexiko gewann sie internationales Renommee und Anerkennung. Mit Radio- und Schallplattenaufnahmen sowie durch ihre Lehrtätigkeit brachte sie das Interesse für die Orgel und Orgelmusik auch nach Israel. Höhepunkte wurden das Bach Organ Festival in Jerusalem, als sie dort das gesamte Orgelwerk von Johann Sebastian Bach zur Aufführung brachte und das Israel International Organ Festival 2003 in Jerusalem, Tel Aviv und Haifa mit gestaltete. Neben vielen Rundfunkauftritten und Schallplattenaufnahmen brachte die Künstlerin mit der Firma DG – Dabringhaus und Grimm in Detmold zahlreiche CDs heraus.